# 楊隆演
吳高祖楊隆演（897年—920年），字鴻源，原名楊瀛，又名楊渭，中国五代時期南吳君主，楊行密次子，楊渥之弟。

## 生平
天祐五年（908年），弘農王楊渥為張顥、徐溫所殺。張顥欲自立，而徐温力主立楊隆演。徐溫尋殺張顥，因此專權。雖楊隆演不久為宣諭使李儼承制授為淮南節度使、東南諸道行營都統、同平章事、弘農郡王，然而大權仍掌握在徐溫之手。天祐七年（910年），再為岐王李茂貞承制加中書令，並繼承楊行密吳王之位。
楊隆演個性穩重恭順，对于徐溫父子專權不會顯露出不平之色，因此徐溫也很放心。但因大权旁落，杨隆演建立吳國後並不快樂。徐温长子徐知训骄横恣肆，常侮弄杨隆演。在看戏时一时兴起要杨隆演和他一起演戏，自己演参军，让杨隆演扮作他的僮奴，扎着小辫子，穿着破衣服拿着帽子跟在后面。徐知训又与杨隆演泛舟于河，杨隆演比他先登岸，他就用弹子打杨隆演，被杨隆演随卒挡下才未中。一次在禅智寺赏花喝酒时，徐知训借酒意谩骂杨隆演，其悖慢之状竟将杨隆演吓哭。徐知训还因追赶杨隆演不及，就打死杨隆演的亲吏。
徐知训的种种所为，其父徐温都不知道。副都统朱瑾设计杀死徐知训，提首入宫见杨隆演，杨隆演不但没有振作，反而连称与自己无关，朱瑾最终被徐温部下逼死，徐温养子徐知诰代徐知训执掌杨吴国政。於是杨隆演放縱自己飲酒，而很少吃東西，因此生病臥床。
天祐十六年（919年），徐温奉楊隆演即吳國國王位，改元武義，建宗庙社稷，置百官如天子之制。南吳自是斷絕與唐朝的法統关系。徐温受封为大丞相、都督中外诸军事、诸道都统、镇海宁国节度使、守太尉、兼中书令、东海郡王。其养子徐知诰为左仆射、参知政事、同平章事、领江州观察使、奉化军节度使。
南吳武義二年（920年）五月，楊隆演疾寝，临终时召大丞相徐温入宫，试探其意称“蜀先主谓武侯‘嗣子不才，君宜自取。’”徐温正色称“吾果有意取之，当在诛張顥之初，岂至今日！使杨氏无男，有女亦当立之。敢妄言者斩！”楊隆演去世，諡宣王，徐温因杨隆演三弟杨濛年长且与自己不和，迎其四弟丹阳公楊溥繼位。杨溥后称帝，改諡杨隆演为宣皇帝，廟號高祖。

## 陵墓
其弟楊溥即皇帝位時，追尊楊隆演為高祖宣皇帝，陵墓号肃陵。肃陵地望不详，应在其父杨行密墓附近。

## 家庭

### 后宫
- 宣懿皇后[4]，建隆二年（961年）去世，寿七十一岁。[5]

### 子女

#### 子
- 楊玢，本名楊繼明，初封庐陵郡公，928年封南阳王，南唐时为南阳郡公